# Салхино (Мартвильский муниципалитет)
Салхино (груз. სალხინო) — село в Грузии. Находится в Мартвильском муниципалитете края Самегрело-Верхняя Сванетия. Расположено по левому берегу реки Техури (правый приток реки Риони), на высоте 250 м над уровнем моря.
Расстояние до Мартвили — 15 км. Согласно результатам переписи 2014 года, в селе проживало 1335 человек.
Основной источник дохода населения — сельское хозяйство. В селе имеется средняя школа.